# Апостольская православная церковь
Апо́стольская правосла́вная це́рковь (АПЦ); официальное наименование: Централизованная религиозная организация «Объединение православных общин апостольской традиции» (ЦРО ОПОАТ) — российское православное религиозное объединение вне общения с РПЦ МП., зарегистрированное Министерством юстиции Российской Федерации 6 мая 2004 года.
Создателями Апостольской православной церкви выступили бывший священник Русской православной церкви Глеб Якунин, митрополит Российской истинно-православной церкви Виталий Кужеватов, митрополит Российской истинно-православной церкви Стефан (Линицкий) и бывший заштатный игумен Ставропольской епархии Русской православной церкви Кириак (Темерциди).

## История
31 января 2000 года на пресс-конференции Глеба Якунина, митрополита Стефана (Линицкого), митрополита Кириака (Темерциди) и протоиерея Виталия Кужеватова в Национальном институте прессы была оглашена декларация о создании общественного движения «За возрождение православия».
На основе положений декларации была создана Православная церковь «Возрождения», 13 мая 2000 года переименованная в Апостольскую православную церковь (АПЦ).
8 сентября 2000 года Апостольская Православная Церковь провела канонизацию священномученика и просветителя Александра Меня. Весной 2000 года общины Церкви появились и на Украине.
В 2003 году был рукоположён епископ для приходов на БАМе (Бурятия) — им стал Дионисий Агапов...
В июле 2003 года часть архиереев Апостольской Православной Церкви присоединилась к Российской Истинно-Православной Церкви митрополита Рафаила (Прокопьева). Среди них оказался и предстоятель АПЦ митрополит Стефан (Линиций).
В 2003 г. Предстоятелем «Апостольской Православной Церкви» был избран епископ Орехово-Зуевский Виталий (Кужеватов),
30 апреля 2004 года АПЦ была зарегистрирована в Минюсте России под официальным названием Централизованная религиозная организация «Объединение православных общин апостольской традиции».
Вместе с ней в это Объединение вошла на правах автономии и АПЦ Бурятии (под омофором Дионисия (Агапова), митрополита Дальневосточного) — последняя выступила в роли соучредителя религиозного центра.
В 2006 году в Церкви появились три новых епископа: Арсений (Зубаков), епископ Венский и Ривьерский, Виктор Веряскин, епископ Киевский, Сергий Савиных, епископ Бернский и Западноевропейский. В 2007 году был рукоположён Владимир Мочарник, епископ Ужгородский и Черногорский..
6-7 сентября 2008 года в Москве завершился Собор Апостольской Православной Церкви, на котором были приняты различные церковные документы и причислен к лику святых как святитель и исповедник архиепископ Ермоген (Голубев)..

## Современное состояние
Общины АПЦ существуют в Москве, Санкт-Петербурге, в Волгограде и области, в Саратове, во Пскове, в Таганроге, в Бурятии, в Красноярском и Забайкальском краях, в Иркутской области, в Крыму, регулярно регистрируются новые общины в разных городах и странах. За пределами России общины имеются на Украине, в Германии, в странах Африки, Северной и Южной Америк.
22 ноября 2015 года епископы АПЦ Владимир Мочарник и Олег Ведмеденко с благословения священноначалия АПЦ объявили о создании автокефальной Украинской независимой апостольской православной церкви (УНАПЦ). Ведмеденко был избран предстоятелем церкви с титулом митрополита всея Украины.
В Восточной Сибири общины АПЦ первоначально развивались по бурятской ветке БАМа, но вскоре вышли за пределы Бурятии. Группы АПЦ стали появляться в Красноярском крае и Иркутской области.
До 23 марта 2022 года руководителем ЦРО «Объединение Православных Общин Апостольской Традиции» числился Кужеватов Виталий Юрьевич.
Однако уже с 23 марта 2022 года руководителем данного ЦРО числится архиепископ Михнов-Вайтенко Григорий Александрович, на тот момент официально числившийся, как управляющий делами ЦРО ОПОАТ.
29 апреля 2023 года состоялась внеочередная сессия Собора Апостольской Православной Церкви. В связи с поданным прошением о почислении на покой митрополита Виталия Кужеватова, сессия была посвящена выборам нового Предстоятеля АПЦ. Путем открытого голосования новым Предстоятелем АПЦ единогласно был избран архиепископ Григорий.

## Предыстория конфессии: АПЦ Бурятии
Религиозные объединения с названиями «апостольские православные общины» известны с 1991 года в Бурятии и в Иркутской области, первая из них появилась в городе Северобайкальск..
Вначале они находились в состоянии децентрализации.
17 октября 1999 года состоялся их объединительный собор..
20-22 октября 1999 года постановлением Освященного Собора Русской Православной Старообрядческой Церкви извергались из сана примкнувшие к АПЦ Бурятии клирики: иерей Жога Анатолий Иванович, иерей Георгий Николаев, диакон Димитрий Цой и диакон Никола Кучабский..
26 ноября 1999 года получили регистрацию с названиями «апостольские православные общины» организации АПЦ в пос. Таксимо (староста Кучабский Эдуард Иосифович), и в пос. Новый Уоян (староста Файзулина Вера Михайловна)..
Централизованная Религиозная Организация «Апостольская Православная Церковь» Республики Бурятия зарегистрирована 8 июня 2001 года.
Возглавил АПЦ церковный совет, состоящий из мирян, во главе с получившим хиротонию в 2003 году в Москве архиепископом Иркутским и Улан-Удинским Дионисием (Владимиром Агаповым), который с 2004 года является митрополитом..
Согласно реестру, руководителями данной конфесси последовательно были: Агапов Владимир Емельянович (он же митрополит Дионисий) — в 2001—2010 гг., Мальцева Анастасия Николаевна — в 2010—2011 гг., Семенова Ульяна Васильевна — в 2011—2017 гг.. В настоящее время руководителем является Трофимова Пелагея Ермолаевна — с 2 ноября 2017 г.
В клире АПЦ Бурятии ранее состояли Сергий (Бабаревич), епископ Донецкий и Харьковский, перешедший в Украинскую митрополию АПЦ (28 июня 2006 — 21 ноября 2015), и Авдий (Владимир Привалов), перешедший не позднее 2017 года в Московскую митрополию АПЦ.
В Синод АПЦ Бурятии в 2004 году входили Петр (Осипов) — епископ Красноярский и Новосибирский; Андрей (Цой) — епископ Северобайкальский, и Никола (Кучабский) — также епископ; кроме того, в данной юрисдикции существовало в то время несколько «тайных епископов» (Кнорре Б. К. Православная церковь Возрождения (ПЦВ) // Современная религиозная жизнь России. Опыт систематического описания / Отв. ред. М. Бурдо, С. Б. Филатов. — М. : Логос, 2004. — Т. I. — С. 127—134)..

## Епископат
Виталий Кужеватов в епископы поставлен 7 мая 2000 г. собором епископов во главе с митрополитом Стефаном (Линицким). Стефан (Линицкий) в епископы поставлен 17 декабря 1996 г. в Тернополе собором епископов УАПЦ во главе с епископом Мефодием (Кудряковым).
Епископат АПЦ на апрель 2018 года состоял из 14 человек:
В пределах России:
- Виталий Кужеватов, митрополит Московский, архиепископ Всероссийский;
- Дионисий Агапов, митрополит Сибирский и Дальневосточный;
- Владимир Ларионов, епископ Архангельский и Владимирский, Секретарь Священного Синода АПЦ;
- Григорий Михнов-Вайтенко, епископ Варяжский и Балтийский (с 2015 года), глава Балтийского Экзархата;
- Вонифатий (Юрий Рыжов, художник, житель г. Таганрог), епископ Донской и Южнороссийский (в 2021 году покинул АПЦ, примкнул к «Соборной Православной Апостольской Церкви»);
- Андрей, епископ Воронежский и Челябинский;
- Александр (Глущенко), епископ Дедовский.

За пределами России:
- Савватий (Алексей Соломянюк), епископ Печерский (Украина) с 21 июля 2017 года, в юрисдикции АПЦ находился в 2017—2018 годах, 27 августа 2018 года принят в «Соборную апостольскую православную церковь»;
- Авдей (Владимир Привалов), епископ Львовский (Украина), принят в Московскую митрополию АПЦ не позднее 2017 года;
- Хайро (Гонзалес-Монтойя), митрополит, глава Митрополии Центральной и Южной Америки (Jairo Gonzalez Montoya, Bishop Metropolitan Central and South America Church of the Holy Faith of the Christian), житель Колумбии;
- Майкл (Киркланд) — викарий Предстоятеля АПЦ для Северной Америки; параллельно, сам являлся руководителем самостоятельной православной ветви в США, и возглавлял группу епископов (в 2023 году покинул АПЦ, перешёл в другую юрисдикцию).
- Афтимос Синклер, архиепископ и главный советник предстоятеля AПЦ в Северной Америке;
- Гонсало Хиральдо (Gonzalo Giraldo Moncada de la Old Catholic Orthodox Church, Obispo Auxiliar de Colombia) — епископ западного обряда, гражданин Колумбии;
- Арсений (Зубаков), епископ Венский, позже отделился от АПЦ и создал самостоятельную Австрийскую Православную Церковь.[22]

Согласно интернет-ресурсам АПЦ, далее в епископате данной конфессии упоминались, в конце 2019 года:
- Максимус (Ханна), архиепископ Эммаусский, Пенсильвания, США;
- Андрей, епископ Воронежский и Челябинский
- Олег (Трояновский), епископ Орехово-Зуевский, далее с 2019 года — епископ Виндавский и Прибалтийский, примкнул к «Соборной Православной Апостольской Церкви».
- Евгений, епископ Екатеринбургский и Уральский
- Михаил (Комалрам), епископ Гессенский и Бихарский.[23]

Далее к ним прибавились:
- Феодосий (Чернейкин), епископ Новосибирский с 2022 года.
- Софроний (Мурадов), епископ Донской и Азовский с 2022 года.

В настоящее время, в России есть двое архиепископов АПЦ:
- Григорий Михнов-Вайтенко, Архиепископ Варяжский и Балтийский, Предстоятель Апостольской Православной Церкви;
- Виталий (Кужеватов), бывший предстоятель Апостольской православной церкви, архиепископ на покое.

Из выведенных за штат из состава епископата АПЦ известны:
- Хайро Гонсалес-Монтойя, митрополит Северной и Южной Америки;
- Майкл (Дуайт Питер Киркланд), иерарх из УАПЦ-канонической под руководством Моисея (Кулика). В 2018 году числился в клире АПЦ как епископ для Северной Америки[24].

В 2023 году прекратил общение с АПЦ Виталия (Кужеватова), и далее официально признан синодом одного из ответвлений АПЦ — «Соборной Православной Апостольской Церкви» под руководством Димитрия (Игнатова), как самостоятельный митрополит, глава автономной части АПЦ для Северной Америки (принят в юрисдикцию «Соборной Православной Апостольской Церкви» 18 ноября 2023 года);. До этого, 10 июля 2023 года Киркланд зарегистрировал свою конфессию в секретариате штата «Огайо», под названием АПЦ, где учредителями, кроме него, стали также архиепископ-митрополит Димитрий (Игнатов) и епископ Симеон (Южаков)..
- Леонид, архиепископ Ево-ле-Бейнс, Франция;
- Давид, епископ в Англии;
- Грегори, епископ Кубер-Педи, Южная Австралия;
- Ада, епископ в Камеруне;
- Джон, епископ Лусакский, Замбия;
- Томас, архиепископ Форт-Портала, Уганда;
- Пьер, епископ Месса Яунде, Камерун, Центральная Африка;
- Симеон (Южаков), с 23 июня 2018 года епископ Крутицкий АПЦ, 31 октября 2018 года возглавил Ингермандандскую епархию в юрисдикции новообразованной «Соборной Православной Апостольской Церкви»[27].
- Анатолий Поляков, Епископ Екатеринбурга (17 октября 2012 —)
- Игорь Горецкий, Епископ Ивано-Франковский и Коломыйский (6 мая 2013 —)
- Юрий Чернобров, Викарий Киевский (6 мая 2013 —)

Неоднократно обращался с прошениями о приеме в АПЦ иерарх РПКЦ Алексий (Кириархис), присоединившийся в 2017 году к Всероссийской митрополии неканонического сообщества Российская православная кафолическая церковь с частью духовенства другой конфессии — ПРЦ (Православная российская церковь (Истинно-православная церковь)), но получал отказ от прежнего предстоятеля Виталия Кужеватова. Согласно сообщению официального интернет-ресурса, Апостольской православной церковью в лице предстоятеля последней — архиепископа Григория (Михнова-Вайтенко) — 24 мая 2023 года Алексий (Кириархис), с признанием за ним сана архиепископа Сурожского и Таврического, принят в епископат данной церкви, и утвержден экзархом миссионерской Согдийской митрополии, с центром в городе Самарканд (Узбекистан).